# Новопавловка (Великомихайловский район)
Новопа́вловка (укр. Новопавлівка) — село, относится к Великомихайловскому району Одесской области Украины.
Население по переписи 2001 года составляло 9 человек. Почтовый индекс — 67133. Телефонный код — 8-04859. Занимает площадь 0,15 км². Код КОАТУУ — 5121655505.

## Местный совет
67130, Одесская обл., Великомихайловский р-н, пгт Цебриково, ул. Ленина, 1